# As-Sumayl ibn Hàtim al-Kilabí
As-Sumayl ibn Hàtim ibn Xàmir ibn Dhi-l-Jàwxan al-Kilabí (àrab: الصميل بن حاتم بن شمر بن ذي الجوشن الكلابي الهوزاني, aṣ-Ṣumayl b. Ḥātim b. Xamir b. Ḏī-l-Jawxan al-Kilābī) (m. Còrdova, 759), conegut també com a as-Sumayl ibn Hàtim al-Kilabí o, simplement, com a as-Sumayl, cabdill qaysita i home de confiança dels darrers valís de l'Àndalus.
Les fonts el presenten com un cap del patit qaysita (mudarita) oposat obertament als iemenites, però la realitat és que va mantenir una certa distància i que va arribar a donar suport a un iemenita com a valí. Era descendent directe del kilabita Xàmir ibn Dhi-l-Jàwxan al-Kilabí, considerat un dels autors de la mort de Hussayn ibn Alí a Karbala el 680. La seva família va haver de fugir de Kufa cap a Qinnasrin. As-Sumayl es va enrolar en una expedició per sotmetre una revolta berber al nord de l'Àfrica a les ordres de Kulthum ibn Iyad; els que van sobreviure d'aquesta expedició, sota les ordres de Baldj ibn Bishr (nebot de Khultum) van anar a Ceuta i d'allí a l'Àndalus; as-Sumayl es va instal·lar amb els seus homes (el jund de Qinnasrin) a la comarca de Jaén (Jayyan) concretament al poble de Jódar (Xàwdhar).
Davant del favoritisme kalbita del valí Abu-l-Khattar al-Kalbí, va agafar la direcció de l'oposició, i es va revoltar al front d'una coalició d'àrabs d'origen qaysita mudarita o iemenita, vencent al valí a la batalla de Guadalete o Wadi Lakka el 745; llavors podia haver ocupar el poder però va optar per nomenar valí a Thawaba ibn Salama al-Judhamí.
Després, a la mort d'aquest darrer, va decidir nomenat al fihrita Yússuf ibn Abd-ar-Rahman al-Fihrí el qual va vèncer definitivament a Abu-l-Khattar, que encara resistia, a la batalla de Secunda (747). El nou emir, consolidat per la victòria sobre els iemenites, va tenir a as-Sumayl com a lloctinent i de fet verdadera autoritat, i per tal d'alliberar-se de la seua tutela, el va nomenar governador de Saraqusta (Saragossa) el 749; això no va agradar a as-Sumayl que ho va considerar un desterrament dissimulat, però va obeir i va anar a la seu del seu govern, on per dues vegades va ser assetjat pels rebels mudarites (però no qaysites), la primera vegada el 754 dirigits per Amr al-Abdarí i al-Hubab ibn Rawaha az-Zuhrí. En situació desesperada as-Sumayl va demanar ajut a Yússuf al-Fihrí però aquest no va poder o no va voler fer res. As-Sumayl va recórrer als àrabs del seu jund de Qinnasrin i del jund de Damasc que van reunir junts un contingent de 400 cavallers entre els quals 30 clients omeies; de camí a Saragossa se'ls van unir altres homes i quan es van acostar els assetjadors es van retirar (meitat del 754). As-Sumayl i els seus aliats van anar llavors a Còrdova i pel camí els clients omeies van informar a as-Sumayl del projecte del príncep omeia Abd-ar-Rahman ibn Muàwiya de desembarcar a l'Àndalus i obtenir el seu suport; as-Sumayl va demanar temps per reflexionar. Mentre els rebels mudarites van retornar a Saragossa que van ocupar (just al sortir el governador i els seus aliats), i el 755 as-Sumayl i Yússuf al-Fihrí van decidir marxar a Saragossa per combatre els rebels; en acostar-se a Saragossa la primavera del 755 els habitants van entregar als dos caps rebels (que foren executats) i es van rendir. Durant aquesta campanya els omeies van sol·licitar altre cop el suport d'as-Sumayl, que inicialment es va mostrar d'acord però després s'ho va repensar i va manifestar que només admetria la presència del príncep omeia per gaudir a l'Àndalus d'un exili daurat, però sense cap participació en el poder. Durant el retorn a Còrdova es va saber que havia desembarcat Abd-ar-Rahman a Almuñécar, i as-Sumayl se li va oposar juntament amb el valí Yússuf al-Fihrí, i es va manifestar partidari d'actuar ràpidament abans que el príncep es pogués reforçar, però Yússuf, considerant que les seves tropes estaven cansades, va decidir continuar el camí a Còrdova i enviar una ambaixada al príncep amb regals i una oferta d'aliança matrimonial.
El príncep es reforçava per moments i durant l'hivern del 755 al 756 el valí i as-Sumayl no podien operar, i Abd-ar-Rahman va poder reclutar un exèrcit amb el suport de diversos caps locals. Ara ja no estava disposat a acceptar altra cosa que el poder suprem. Els dos exèrcits es van trobar finalment a la primavera del 756 prop de Còrdova, i la batalla va acabar amb el triomf del príncep (14 de maig de 756), fugint Yússuf i as-Sumayl.
Uns mesos després els dos homes es van entregar a l'Armilla (Granada) contra la promesa de salvar la vida i conservar els béns. Es van instal·lar llavors a Còrdova, però els partidaris de Yússuf van incitar a aquest a una nova revolta en la que finalment va morir. As-Sumayl es va mantenir al marge però l'emir omeia el va fer empresonar i va morir tancat a Còrdova el 759, oficialment per una borratxera però probablement estrangular per orde del sobirà.